# Willys M38

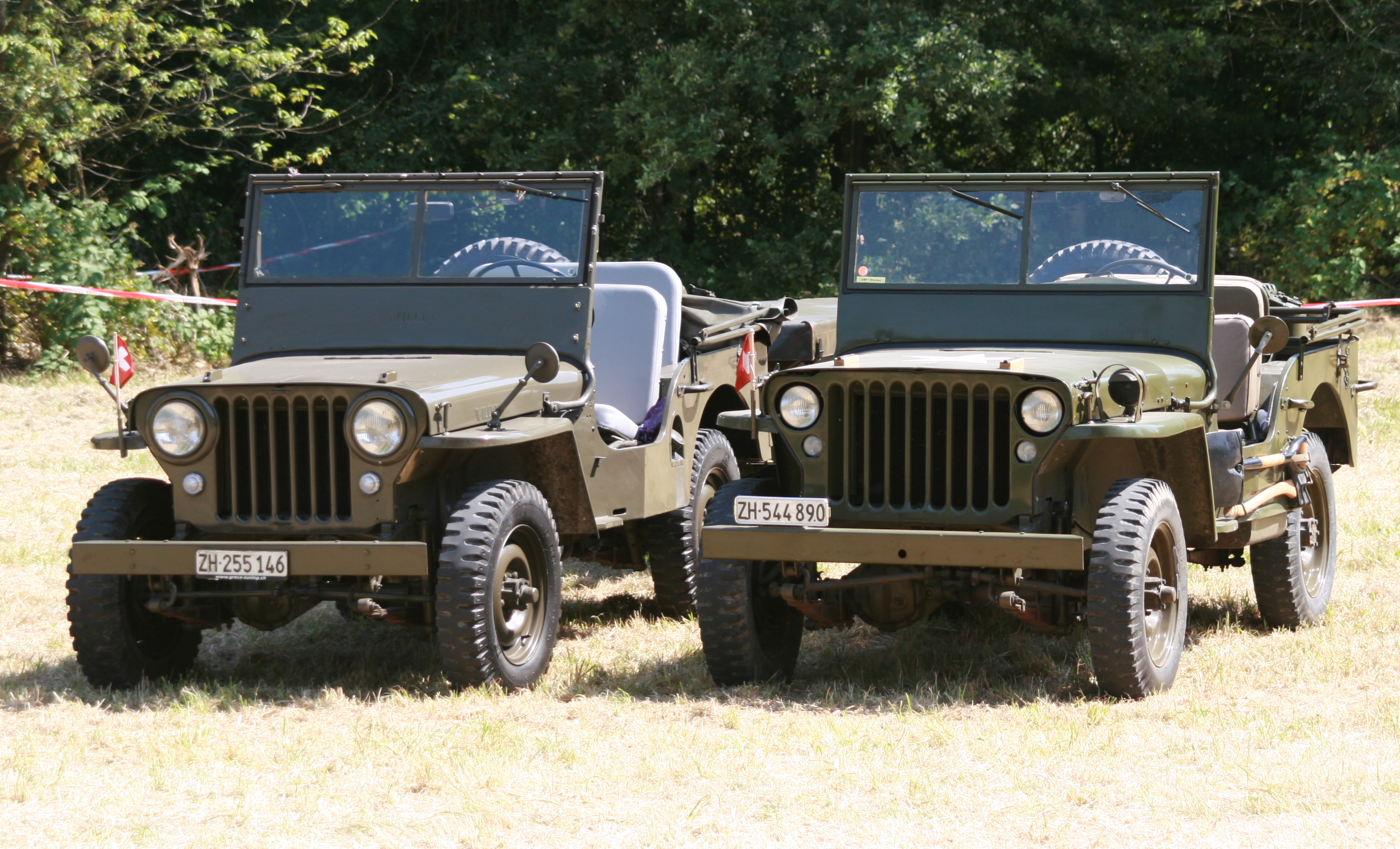
Willys MC зліва та Willys MB праворуч

Willys MC — автомобіль підвищеної прохідності, що виготовлявся компанією Willys у 1949—1952 р. За стандартами США відносився до класу військових легких утилітарних транспортних засобів (military light utility vehicle), формально називався 1⁄4-Ton (четверть тонни), 4 x 4, Utility Truck M38 (утилітарна вантажівка). Змінив Willys MB та Ford GPW, що брали участь у Другій світовій війні. Загалом виготовили понад 60000 авт. М38. Цивільною версією М38 був Jeep CJ-3A. М38 відрізнявся від цивільного варіанту, зокрема, посиленою рамою та підвіскою, водонепроникною 24-вольтною електромережею, закритою системою вентиляції картера, коробкою передач, роздавальною коробкою, паливною та гальмівною системами. Деякі М38 брали участь у Корейській війні, однак більшість з транспортних засобів, що використовувались у конфлікті були реконструйованими «Джипами» періоду Другої світової війни. Приблизно 2300 авт. М38 були виготовлені канадською компанією Ford для Збройних сил Канади у 1952 р. Позашляховики йменувались як M38-CDN. Наступником М38 став Willys M38A1. 
Лобове скло М38 могло складатись для ведення вогню, а кузов мав як спереду так і ззаду гаки для буксирування та піднімання. Характерні попередній моделі втоплені фари змінили виступаючі із захисними дужками. Сокира та лопата, що кріпились на моделі МВ на стороні водія перейшли на сторону пасажира.

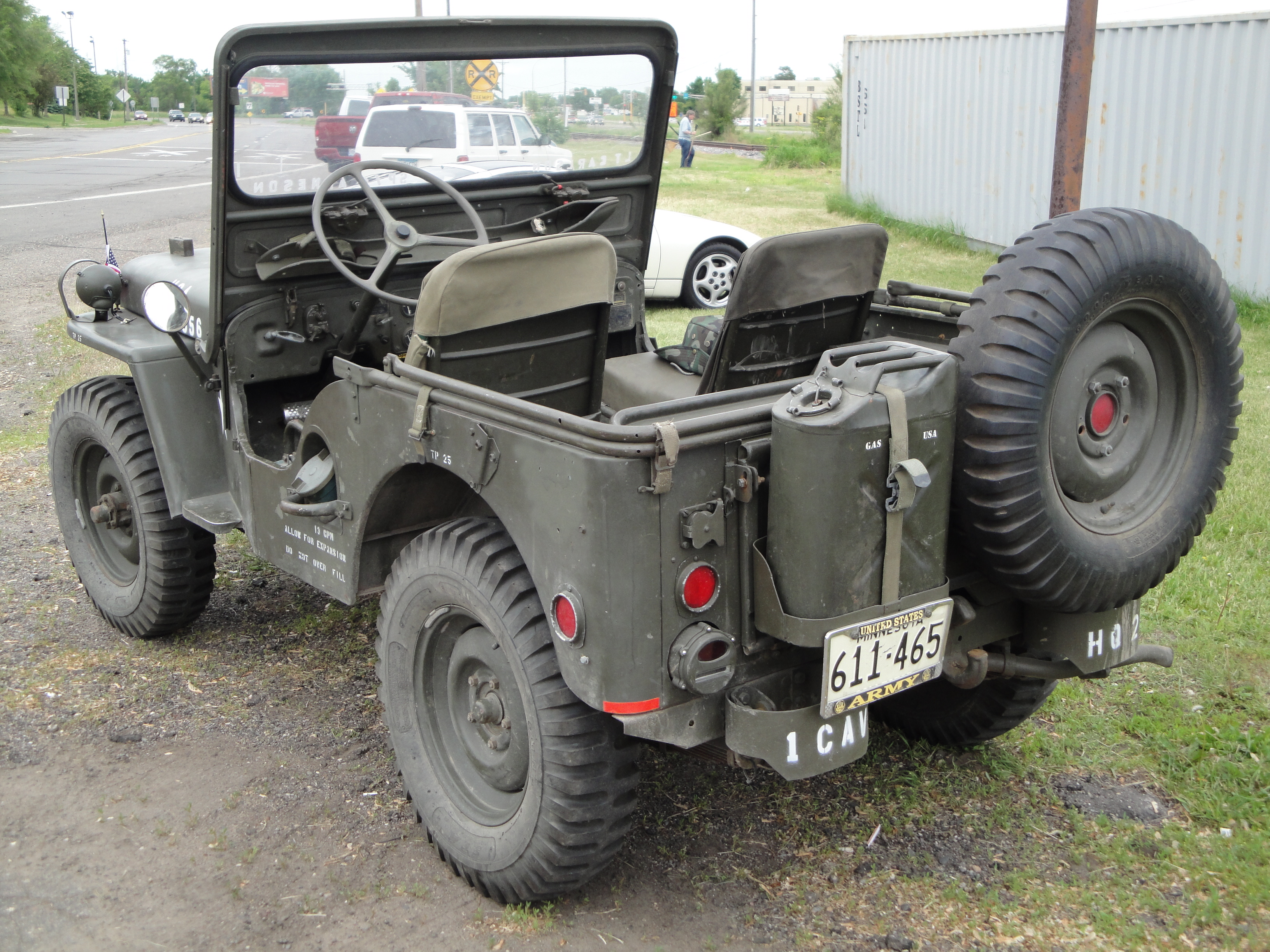
Вигляд ззаду M38

## Масово-габаритні параметри
Споряджена маса М38 1186 кг, повна — 1735 кг.  Колісна база 2032 мм, дорожній просвіт під заднім мостом 235 мм, максимальна висота 1708 мм, мінімальна 1575 мм, довжина 3377 мм.

## Двигун
- Діаметр циліндра / Хід поршня: 79 мм / 111 мм
- Ступінь стиску: 6,48
- Робочий об'єм: 2,199 л
- Максимальна потужність: 60 к.с. (45 кВт) при 4000 об/хв
- Обертовий момент: 142 Н·м при 2000 об/хв
- Корінних опор колінчастого вала: 3
- Карбюратор: Carter YS 637S з падаючим потоком [6]

## Силовий агрегат
Двигун та ведучі мости мали системи вентиляції, що дозволяли експлуатацію автомобілів при доланні бродів. Ведучий міст (модель Dana 25) з повністю розвантаженими півосями мав значну вантажну здатність. Задній міст (Dana 44) мав напіврозавантажені півосі. Силовий агрегат містив двигун з робочим об'ємом 2,2 л, коробкою передач Т-90 та роздавальною коробкою Dana 18. 
Кілька «Джипів» М38 комплектувались лебідкою з приводом від коробки відбору потужності. На більшість лебідку не ставили через перевантаження передньої осі та потреби в додатковому обслуговуванні вузла. 

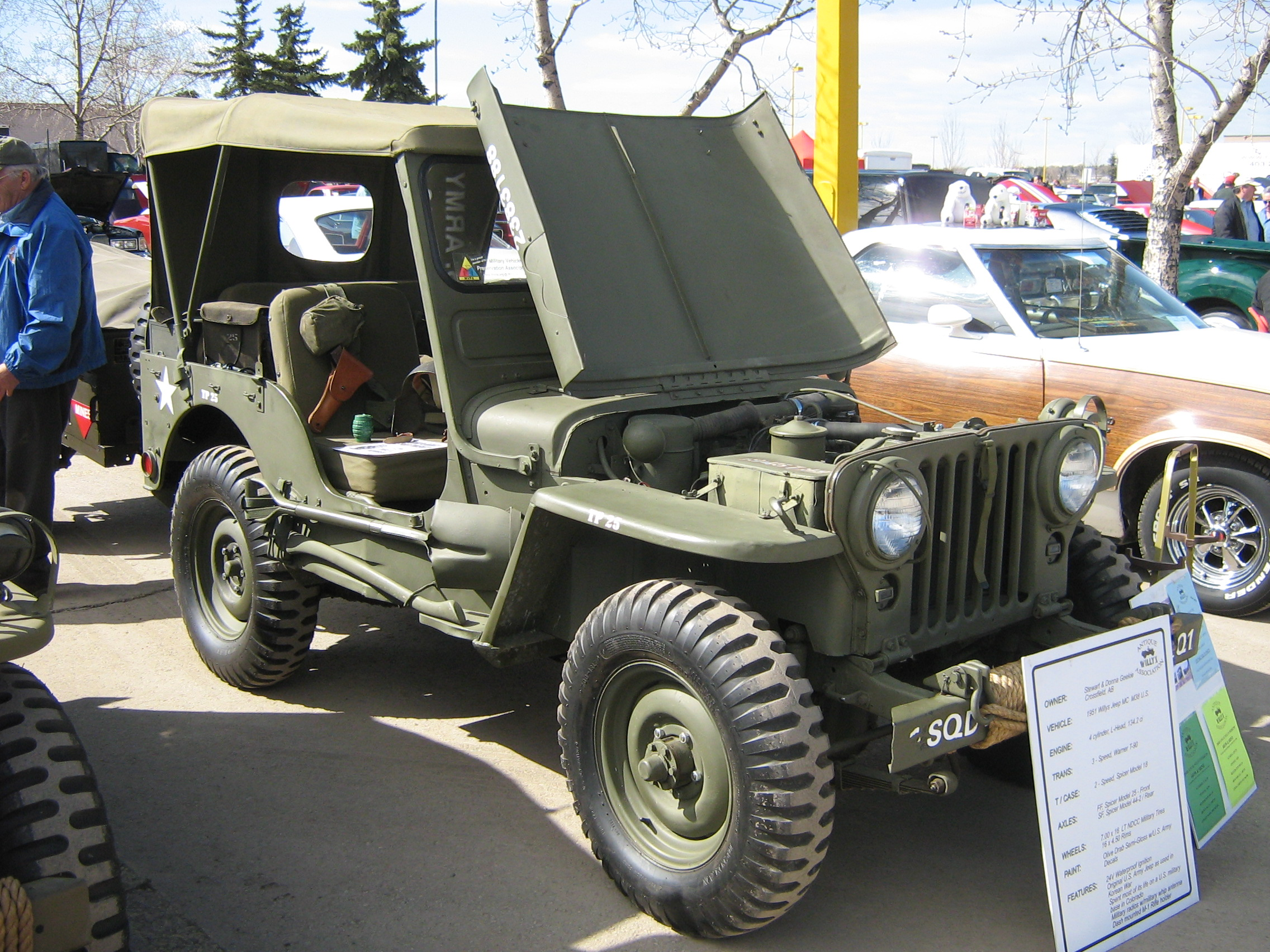
M38 з брезентовим дахом

## Електросистема
Електромережа була переведена на 24 В, що вимагало дві послідовно під'єднані акумуляторні батареї. Як система запалювання так і інші компоненти електросистеми були водозахищені, що було важливим у дощових середовищах та при доланні бродів. 

### Цитати
1. 1 2 3 4  Brown, 1994, с. 64.
2. ↑  Willys Jeep Parts Specialists. Архів оригіналу за 11 серпня 2019. Процитовано 9 лютого 2020.
3. ↑  M38 Jeep Reference Guide, Miller 2009
4. ↑  TM-9-804–1⁄4 4x4 Utility truck M38, p.6
5. ↑  TM-9-804–1⁄4 4x4 Utility truck M38, p.3
6. ↑  TM-9-804–1⁄4 4x4 Utility truck M38, p.109

### Загальні
- Brown, Arch (1994). Jeep: The Unstoppable Legend. Lincolnwood, IL US: Publications International. с. 64. ISBN 0-7853-0870-9.

### Технічні посібники
- TM-9-804 1⁄4 4x4 Utility truck M38. US Dept. of the Army. September 1950. Архів оригіналу за 29 листопада 2014. Процитовано 3 грудня 2014. {{cite web}}: стрип-маркер templatestyles в |title= на позиції 10 (довідка)
- TM-9-1804A Engine (Willys-Overland Model MC). US Dept. of the Army. June 1951. Процитовано 3 грудня 2014.
- TM-9-1804B Power train body and frame. US Dept. of the Army. 16 липня 1952. Процитовано 3 грудня 2014.
- TM-9-8012 Operation and Maintenance. US Dept. of the Army. 12 січня 1956. Процитовано 3 грудня 2014.
- TM-9-2800-1953 Military Vehicles. US Depts. Of the Army and Air Force. February 1953. с. 154. Архів оригіналу за 29 листопада 2014. Процитовано 27 травня 2014.

## Зовнішні посилання
- http://www.willysmjeeps.com [Архівовано 26 листопада 2021 у Wayback Machine.]
- http://www.g503.com/ [Архівовано 12 березня 2020 у Wayback Machine.]
- http://www.olive-drab.com/idphoto/id_photos_m38.php3 [Архівовано 12 червня 2011 у Wayback Machine.]